# Ахундов, Бахман Юсиф оглы
Бахман Юсиф оглы Ахундов (азерб. Bəhman Yusif oğlu Axundov, 28 декабря 1910, Эривань, Кавказское наместничество — 2 октября 1980, Баку) — азербайджанский советский экономист, заслуженный экономист Азербайджанской ССР, член-корреспондент АН Азербайджанской ССР (1968).

## Биография
Ахундов Бахман родился 28 декабря 1910 года в Эривани.
В 1945 — 1959 годах работал главным научным сотрудником Института экономики АН Азербайджанской ССР. В 1952 — 1966 годах был профессором кафедры политической экономии Азербайджанского государственного университета. В 1966 — 1974 годах проректор по научной работе Азербайджанского института народного хозяйства. С 1974 года работал профессором кафедры политической экономии Азербайджанского института народного хозяйства.

## Научные труды
- Монополистический капитал в дореволюционной бакинской нефтяной промышленности[2]. — Москва, 1959
- Социально-экономические взгляды М. Ф. Ахундова и Гасанбека Зардаби. — Баку, 1961
- Предмет и метод марксистско-ленинской политической экономии. 167 с. издательство «Элм». — Баку, 1983[3]